# Helle Metslang

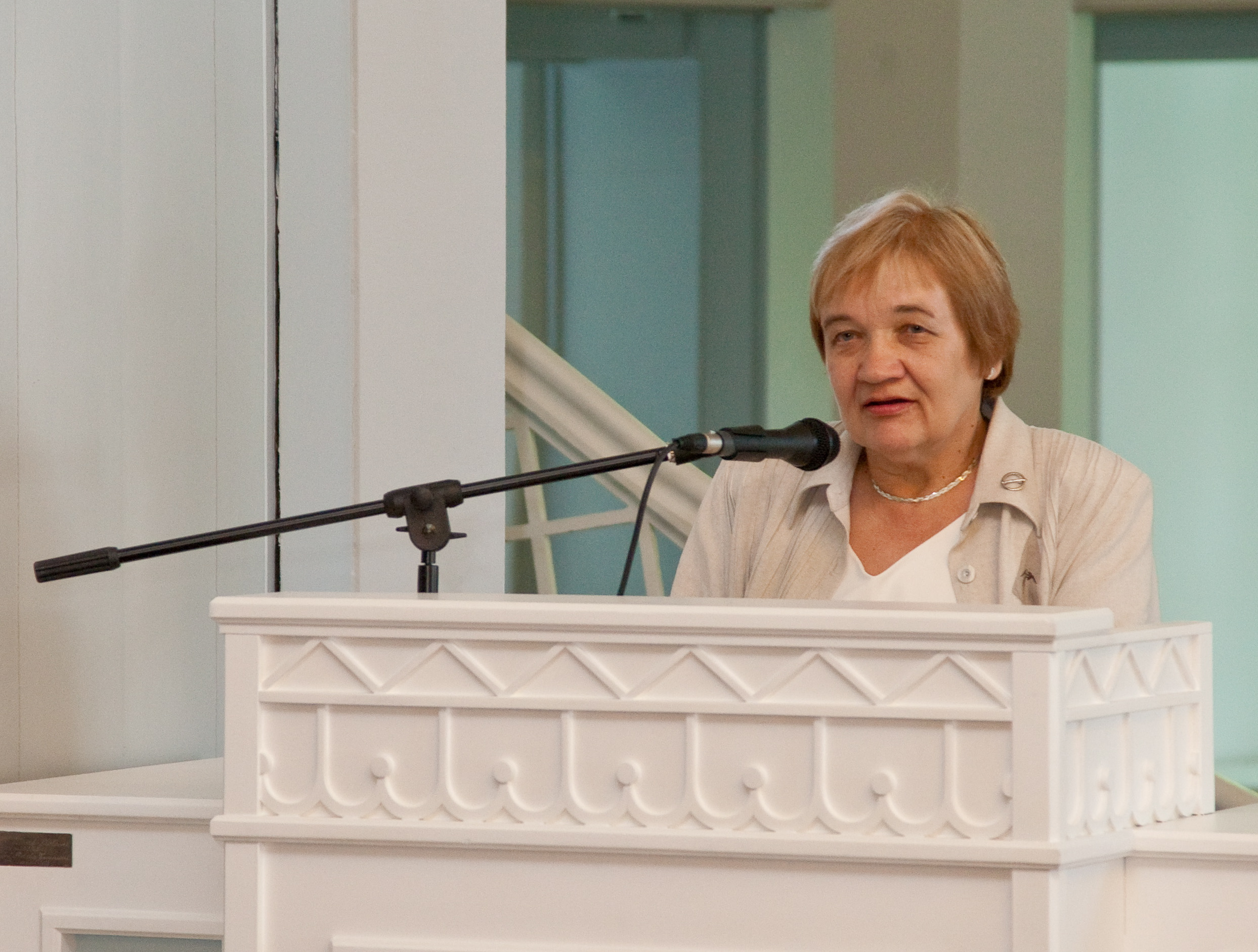
Helle Metslang, 2010

Helle Metslang (* 29. Juli 1950 in Paide) ist eine estnische Sprachwissenschaftlerin.

## Leben
Metslang immatrikulierte sich nach ihrem Abitur an der Universität Tartu und schloss 1974 das Studium der Estnischen Philologie 1974 mit dem Diplom ab. Seit 1974 arbeitete sie am Institut für Sprache und Literatur in Tallinn. 1978 verteidigte sie an der Universität Tartu ihre Kandidatenarbeit zu einigen syntaktischen Aspekten in der estnischen Volksdichtung. Ihren Doktortitel erlangte sie an der Universität Oulu, wo sie 1994 eine vergleichende Studie zum Estnischen und Finnischen einreichte.
2000 wurde Metslang Professorin für Estnisch an der Pädagogischen Hochschule in Tallinn, von 2007 bis zu ihrer Emeritierung 2020 hatte sie die Professur für Gegenwartsestnisch an der Universität Tartu inne. Zwischenzeitlich war sie an den Universitäten von Oulu und Helsinki als Gastprofessorin tätig.
2016 wurde sie Mitglied der Academia Europaea.

## Forschungstätigkeit
Metslang erforscht vor allem die estnische Syntax und konzentriert sich hierbei insbesondere auf die Syntax des Verbes. Ferner widmet sie sich der Sprachtypologie und der kontrastiven Linguistik, wobei sie häufig Estnisch und Finnisch untersucht.

## Ehrungen
- 2020 Ferdinand-Johann-Wiedemann-Preis

## Bibliografie (Auswahl)

### Monografien
- Küsilause eesti keeles. Tallinn: Valgus 1981. 168 S.
- Ühest eesti hüüdlause tüübist. Tallinn: Eesti NSV Teaduste Akadeemia 1984. 28 S.
- Sistema kommunikativnych tipov predloženij v èstonskom jazyke. Tallin: Akademija nauk `Estonskoj SSR 1985. 28 S.
- Die temporale Bedeutung der Verbalkonstruktion im Estnischen. Tallinn: Estnische Akademie der Wissenschaften 1991. 41 S.
- Temporal relations in the predicate and the grammatical system of Estonian and Finnish. Oulu: Oulun yliopisto 1994. 278 S.
- Estonian in typological perspective. Editor: Helle Metslang. Sprachtypologie und Universalienforschung. STUF 62, 1/2, 2009, 164 S. (Akademie Verlag, Berlin)

### Aufsätze
- Kas eesti keeles on olemas progressiiv?, in: Keel ja Kirjandus 6/1993, S. 326–334; 7/1993, S. 410–416; 8/1993, S. 468–476.
- Verbitarind ajatähendust väljendamas, in: Virittäjä 97, 1993, S. 203–221.
- Eesti ja soome – futuurumita keeled?, in: Keel ja Kirjandus KK 9/1994, S. 534–547; 10/1997, S. 603–616.
- Kielet ja kontrastit, in: Virittäjä 98, 1994, S. 203–226.
- The developments of the futures in the Finno-Ugric languages, in: Estonian: Typological Studies I, 1996, S. 123–144.
- Unterschiedliche Tendenzen in den grammatischen Systemen des Estnischen und des Finnischen, in: Finnisch-ugrische Sprachen in Kontakt. Vorträge des Symposiums aus Anlaß des 30-jährigen Bestehens der Finnougristik an der Rijksuniversiteit Groningen 21.–23. November 1996. Herausgeber: Sirkka-Liisa Hahmo, Tette Hofstra, László Honti, Paul van Linde, Osmo Nikkilä. Maastricht: Shaker 1997, S. 165–173.
- On the use of the Estonian past tense forms through the last hundred years, in: Estonian: Typological Studies II, 1997, S. 98–145.
- (gemeinsam mit Mati Erelt): Oma või võõras?, in: Keel ja Kirjandus 10/1998, S. 657–668.
- Is the Estonian and Finnish conditional actually conditional?, in: Estonian: Typological Studies III, 1999, S. 97–127.
- Reflections on the development of a particle in Estonian, in: Estonian: Typological Studies IV, 2000, S. 59–86.
- Analytism and synthetism in the development of the tense and aspect systems of literary Estonian, in: Grammaticalisation aréale et sémantique cognitive: les langues fenniques et sames. Sous la direction de M.M.Jocelyne Fernandez-Vest. Paris / Tallinn: Eesti keele Sihtasutus 2000, S. 119–133.
- On the developments of the Estonian aspect. The verbal particle ära, in: Östen Dahl / Maria Koptjevskaja-Tamm: The Circum-Baltic Languages. Typology and Contact. 2 vols. Amsterdam, Philadelphia: John Benjamins 2001, S. 443–479.
- Evidentiality in South Estonian, in: Linguistica Uralica 38, 2002, S. 98–109.
- (gemeinsam mit Mati Erelt): Case marking of the predicative in Estonian, in: Linguistica Uralica 39, 2003, S. 166–174.
- (gemeinsam mit Mati Erelt): Grammar and pragmatics: Changes in the paradigm of the Estonian imperative, in: Linguistica Uralica 40, 2004, S. 161–178.
- Imperative and related matters in everyday Estonian, in: Linguistica Uralica 40, 2004, S. 243–256
- Predikaat ajastut kogemas, in: Keel ja Kirjandus KK 9/2006, S. 714–727.
- (gemeinsam mit Mati Erelt): Estonian clause patterns – from Finno-Ugric to standard average European, in: Linguistica Uralica 42, 2006, S. 254–266.
- (gemeinsam mit Mati Erelt): Some Notes on Proximative and Avertive in Estonian, in: Linguistica Uralica 45, 2009, S. 178–191.